# Pearl Street Films
Pearl Street Films — американська кінокомпанія, яка займається фінансуванням і виробництвом фільмів. Pearl Street Films базується на основі компанії Warner Bros. Кінокомпанія була заснована в 2012 році друзями Меттом Деймоном і Беном Аффлеком. В серпні 2012 року Дженніфер Тодд була призначена президентом компанії.

## Продукція
| Рік  | Українська назва    |
| ---- | ------------------- |
| 2012 | Земля обітована     |
| 2015 | Вищий клас          |
| 2016 | Манчестер біля моря |
| 2016 | Корпорація          |
| 2016 | Джейсон Борн        |
| 2016 | Закон ночі          |